# Alexandre Herculano
Alexandre Herculano de Carvalho e Araújo (Lisszabon, 1810. március 28. – Santarém, 1877. szeptember 13.) portugál költő és historikus.

## Élete
Párizsban tanult és 1837-43-ban a Panorama című lapot szerkesztette, majd Portóban és Ajudában könyvtárnok volt. Almeida Garrettel Portugália legjelentékenyebb romantikus költője, akire különösen Walter Scott volt nagy hatással. Költeményei, melyek A voz do propheta (Ferrol 1836) és A harpa do crente (Lisszabon 1838) címmel jelentek meg, nagy hatást gyakoroltak a portugál közönségre; még nagyobb sikert értek el történelmi regényei: Eurico o Presbytero; O monge de Cister (mindkettő O Monasticon címmel, Lissabon 1844–48, 2 kötet). Érdemes történelmi munkái: Historia do Portugal (uo. 1847–52, 4 kötet) és Da origem e establecimento da Inquisiça o em Portugal (uo. 1854–59, 3 kötet) nevét a külföldön is ismertté tették. Egyéb művei: Estudos sobre o casamento (1873); Estudios historicos (1876); Opusculos (Lisszabon 1873–79, 4 kötet); Roesias (uo. 1850); Landas e narrativas (uo. 1851, 2 kötet). Ő adta ki a Portugaliae monumenta historiae című munkát is.